# Wienerfilharmonikernas nyårskonsert 2025

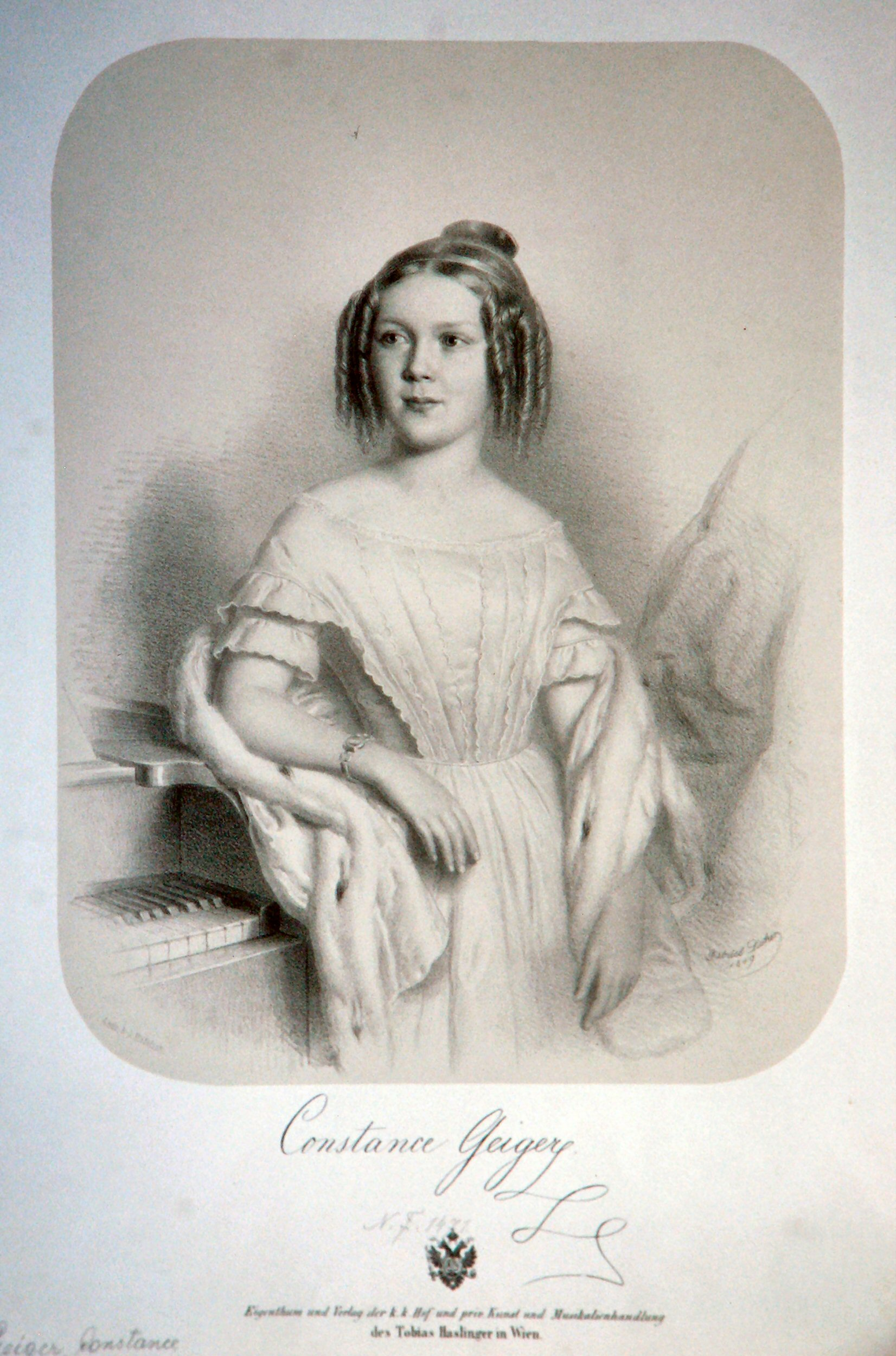
Constanze Geiger 1849

Wienerfilharmonikernas nyårskonsert 2025 räknas som den 85:e nyårskonserten från Wien och ägde rum den 1 januari 2025 i Wiens Musikverein. Dirigent var för sjunde gången Riccardo Muti, som tidigare dirigerat konserterna 1993, 1949, 2000, 2004, 2018 och 2021. För första gången stod ett verk av en kvinna på programmet, Ferdinandusvalsen av Constanze Geiger. Nyårskonserten markerar starten på Johann Strauss jubileumsår. År 2025 är det 200 år sedan Johann Strauss den yngre föddes. Majoriteten av verken (10 av 17) i programmet kommer från årets jubilar.

## Historia
Strikt räknat var det Wienerfilharmonikernas 81:e nyårskonsert, eftersom det inte var förrän 1946 som namnet introducerades. Dessutom var det den 86:e Årsskifteskonserten, då det vid årsskiftet 1939/40 gavs en Außerordentliches Konzert (extraordinär konsert) av Wienerfilharmonikerna, som dock ägde rum på nyårsafton 1939. Från 1941 dirigerades nyårskonserten av Clemens Krauss, med undantag för åren 1946 och 1947 då Krauss förbjöds att dirigera på grund av sin närhet till nazistregimen och ersattes av Strausspecialisten Josef Krips.
Efter Clemens Krauss död 1955 följde Willi Boskovsky, konsertmästare i Wienerfilharmonikerna, som dirigerade konserten 25 gånger i rad. Från 1980 till 1986 följde sju konserter med dirigenten Lorin Maazel, som tjänstgjorde som chef för Wiener Staatsoper från 1982 till 1984. Därefter beslutade Wienerfilharmonikerna att bjuda in en ny dirigent varje år.

## Konserten
Med sina 83 år är Riccardo Muti en av de äldsta dirigenterna för nyårskonserterna. Dirigenten, som kommer från Neapel, har arbetat med Wienfilharmonikerna i mer än 50 år och har sedan 1973 dirigerat mer än 500 konserter med denna orkester, både vid Wiens Musikverein och Festspelen i Salzburg, samt på konsertturnéer.
"Musik är den bästa medicinen för själen", förklarade Muti på förhand. Han ser konserten som ett "budskap om fred" som kommer att föras ut i världen från Wien. Vidare: "Vi musiker är bara en liten del av världen, tyvärr. Vad vi kan bidra med till fred, skönhet och harmoni är litet, men mycket viktigt." Före det andra extranumret, valsen An der schönen blauen Donau, och efter filharmonikernas traditionella "Prosit New Year" önskade dirigenten hela världen "pace, fratellanza ed amore", översatt som "fred, broderskap och kärlek", på hans italienska modersmål.
Constanze Geiger (1835–1890) stod i nära kontakt med familjen Strauss, som också uppförde hennes verk. Hon presenterades av sina ambitiösa föräldrar som ett "pianounderbarn" och började komponera vid nio års ålder. Ferdinandus Waltzer komponerade hon vid 12 års ålder under revolutionsåret 1848. Den första biografin om Constanze Geiger publicerades 2024 av Raimund Lissy, violinist i Wienerfilharmonikerna. Från år 1848 härstammar också nyårskonsertens första och sista verk, Freiheits-Marsch och Radetzkymarsch, båda komponerade av Johann Strauss den äldre. Samma år framförde Johann Strauss den äldre för övrigt flera av Geigers verk, däribland Ferdinandus-Walzer.

## Program

### 1:a delen
1. Johann Strauss den äldre: Freiheits-Marsch, op. 226
2. Josef Strauss: Dorfschwalben aus Österreich, Walzer, op. 164
3. Johann Strauss den yngre: Demolirer-Polka, Polka francaise, op. 269
4. Johann Strauss den yngre: Lagunen-Walzer, op. 411
5. Eduard Strauss: Luftig und duftig, Polka schnell, op. 206

### 2:a delen
1. Johann Strauss den yngre: Ouvertyren till operetten Zigenarbaronen
2. Johann Strauss den yngre: Accelerationen, Walzer, op. 234
3. Joseph Hellmesberger:	Fidele Brüder, Marsch ur operetten Das Veilchenmädel*
4. Constanze Geiger: Ferdinandus-Walzer (Arrangement: Wolfgang Dörner)*
5. Johann Strauss den yngre: Entweder – oder, Polka schnell, op. 403
6. Josef Strauss: Transactionen, Walzer, op. 184
7. Johann Strauss den yngre: Annen-Polka, op. 117
8. Johann Strauss den yngre: Tritsch-Tratsch-Polka, Polka schnell, op. 214
9. Johann Strauss den yngre: Wein, Weib und Gesang, Walzer, op. 333

### Extranummer
1. Johann Strauss den yngre: Die Bajadere, Polka schnell, op. 351
2. Johann Strauss den yngre: An der schönen blauen Donau, Walzer, op. 314
3. Johann Strauss den äldre: Radetzkymarsch, op. 228

Verk markerade med * spelades för första gången vid en nyårskonsert.

## Utsändningar
Radioutsändningen av nyårskonserten direktsändes av 33 radiostationer, inklusive stationer i Brasilien, Tyskland, Israel, Italien, Ukraina och USA.